# Chinezul Timișoara
Il Chinezul Timișoara è stata una società calcistica rumena con sede nella città di Timișoara.

## Storia

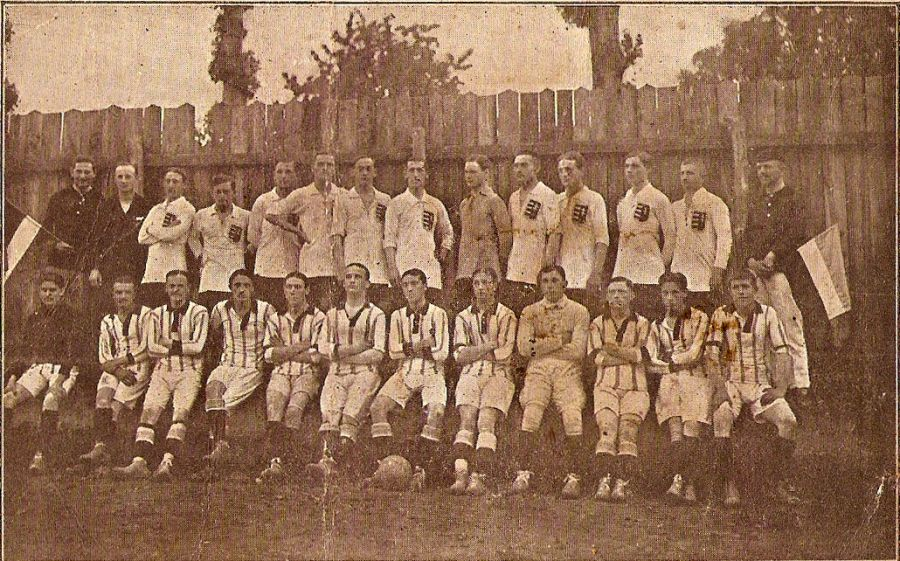
Chinezul Timișoara nel 1914

Fu fondato nel 1910 col supporto dell'Associazione dei ferrovieri di Timișoara. Deve il suo nome a Pál Kinizsi, un generale dell'armata di Mattia Corvino e comes di Timișoara. Il simbolo del club constava di un braccio reggente una macina. Ciò è legato ad un antico racconto popolare ungherese secondo cui Pál Kinizsi era un forte mugnaio.
I colori sociali furono il bianco ed il viola.
La squadra giocava allo Stadio Banatul, inaugurato il 13 ottobre 1913. Oggi l'impianto, che può ospitare un pubblico di 7000 persone, è usato dal CFR Timișoara.
In Romania il Chinezul Timișoara è noto per il suo record di 6 titoli nazionali consecutivi vinti tra il 1921-22 e il 1926-27. Tale primato fu eguagliato solo settantuno anni dopo dallo Steaua Bucarest.
Nonostante il successo, nell'autunno del 1927 il club entrò in crisi finanziaria, che si aggravò quando il presidente Cornel Lazăr decise di lasciare il suo incarico. Il club non si ristabilì mai completamente e nell'agosto del 1936 fu unito all'ILSA Timișoara, facendo la sua ultima apparizione nella prima divisione rumena nel 1939.
Dopo la Seconda guerra mondiale seguì un'altra fusione, questa volta col CAM Timișoara. Per un breve periodo il nuovo club fu chiamato Chinezul CAM Timișoara e dal 1946 semplicemente CAM Timișoara. Quest'ultima fusione significò altresì la scomparsa ufficiale dal calcio rumeno.

## Palmarès
- Campionato rumeno: 6

1921-1922, 1922-1923, 1923-1924, 1924-1925, 1925-1926, 1926-1927